# Caradrina clavipalpis pinkeri
Caradrina clavipalpis pinkeri é uma subespécie de insetos lepidópteros, mais especificamente de traças, pertencente à família Noctuidae.
A autoridade científica da subespécie é Kobes, tendo sido descrita no ano de 1975.
Trata-se de uma subespécie presente no território português.